# 玉置桃
玉置桃（日语：／ Tamaoki Momo，1994年9月16日—）生于北海道岩见泽市，是一名日本女子柔道运动员，主攻57公斤级。玉置在六岁时在玉置塾开始练习柔道。中学三年级时她的参赛级别是48公斤级，高中二年级后，她改而参加52公斤级比赛。2013年高中毕业后，她进入三井住友海上，成为该社女子柔道部的一员，之后她转攻57公斤级项目。